# 프랑스-스페인 전쟁 (1635년~1659년)
프랑스-스페인 전쟁(프랑스어: Guerre franco-espagnole, 스페인어: Guerra franco-española)은 1635년 5월부터 1659년 11월까지 프랑스와 스페인이 각기 다른 시기에 다양한 동맹국의 지원을 받으며 치른 전쟁이다. 1635년 5월에 시작되어 1648년 베스트팔렌 조약으로 끝난 제1단계는 30년 전쟁의 관련 분쟁으로 간주되며, 제2단계는 1659년 피레네 조약까지 계속되었다.
주요 분쟁 지역은 이탈리아 북부, 스페인령 네덜란드, 라인란트였다. 프랑스는 포르투갈 (1640년~1668년), 카탈루냐 (1640년~1653년), 나폴리 (1647년)에서 스페인 통치에 대한 반란을 지원했으며, 스페인은 1647년~1653년 내전인 "프롱드의 난"에서 프랑스 반군을 지원했다. 양측은 또한 1639년~1642년 피에몬테 내전에서도 반대편을 지원했다.
1635년 5월 이전까지 프랑스는 네덜란드 공화국과 스웨덴과 같은 합스부르크가의 적들에게 상당한 지원을 제공했지만, 스페인이나 오스트리아와의 직접적인 분쟁은 피했다. 프랑스-스페인 전쟁은 프랑스가 스페인에 선전포고한 후 얼마 지나지 않아 오스트리아에 대항하여 30년 전쟁에 따로 참전하면서 시작되었다. 1648년 후자가 끝난 후에도 스페인과 프랑스 간의 전투는 계속되었지만, 어느 쪽도 결정적인 승리를 거두지 못했다. 프랑스는 플란데런과 피레네산맥의 북동쪽 끝을 따라 일부 이득을 얻었지만, 1658년경에는 양측 모두 재정적으로 고갈되어 1659년 11월에 평화를 맺게 되었다.
규모는 비교적 작았지만, 프랑스의 영토 획득은 국경을 크게 강화했으며, 루이 14세는 펠리페 4세의 장녀인 스페인의 마리아 테레사와 결혼했다. 스페인은 광대한 세계 제국을 유지했지만, 일부 해설가들은 피레네 조약이 유럽에서 스페인의 지배적인 위치의 종말을 나타낸다고 주장한다.

## 전략적 개요
17세기 상반기는 1618년~1648년의 30년 전쟁과 프랑스-합스부르크 경쟁, 즉 프랑스와 스페인 및 신성 로마 제국의 합스부르크가 라이벌 간의 패권 경쟁으로 지배되었다. 1635년 5월 이전까지 프랑스는 직접적인 개입을 피하고 대신 네덜란드 공화국과 같은 합스부르크가 반대자들에게 자금을 지원하고 30년 전쟁의 스웨덴 개입을 지원했다. 1635년 5월 프라하 조약 (1635년)으로 전투가 끝날 가능성이 높아지자 프랑스는 스페인에 선전포고한 후 오스트리아에 대항하여 30년 전쟁에 참여했다. 1640년부터는 카탈루냐, 포르투갈, 나폴리의 반란도 지원했다.
합스부르크가는 위그노 반란과 리슐리외 추기경과 그의 후계자인 쥘 마자랭 통치하에서 권력 상실에 분개했던 봉건 영주들이 조직한 음모들을 지원했다. 가장 중요한 것들은 1632년 몽모렌시가 이끈 반란, 1641년 수아송 백작이 이끈 평화 공작의 왕자들 음모, 1642년 생 마르의 음모였다. 스페인은 또한 1648년~1653년 프랑스 내전인 프롱드의 난에서 반정부 반군을 지원했다.

스페인의 길; 보라색: 스페인 종속령; 녹색: 오스트리아 통치령; 주황색: 스페인 통치령

스페인 합스부르크가와 오스트리아 합스부르크가 사이의 광범위한 협력은 목표가 항상 일치하지 않았기 때문에 제한적이었다. 스페인은 세계 해양 강국이었고, 오스트리아는 주로 유럽 육상 강국이었으며, 대부분이 매우 작은 1,800개 이상의 국가로 구성된 신성 로마 제국에 집중했다. 합스부르크가는 1440년부터 신성 로마 황제였지만, 1555년 아우크스부르크 화의로 인해 제국에 대한 그들의 통제력은 약화되었고, 이는 1620년까지 이어지는 기간에도 계속되었다. 이러한 추세를 뒤집는 것이 30년 전쟁 동안 합스부르크가의 주요 목표였지만, 1648년 베스트팔렌 조약으로 실패가 인정되었다.
프랑스도 동맹국들과 목표가 갈리는 문제에 직면했다. 이 전쟁은 네덜란드 황금시대라고 알려진 경제적 우위 시기와 일치했으며, 1640년경에는 많은 네덜란드 정치가들이 스페인령 네덜란드에서 프랑스의 야망을 위협으로 간주했다. 프랑스와 달리 스웨덴의 전쟁 목표는 독일에 국한되었고, 1641년에는 스웨덴이 페르디난트 3세와 별도의 평화를 고려하기도 했다.
16세기 후반부터 이탈리아, 특히 나폴리 왕국은 스페인 플란데런 군의 주요 자금원이었다. 그 결과, 전투의 대부분은 이탈리아의 스페인 소유지와 플란데런을 연결하는 육상 보급로인 스페인의 길에 집중되었지만, 알자스와 같이 프랑스 안보에 중요한 지역을 통과하기도 했다. 독립적인 사보이아 공국과 스페인령 밀라노 공국은 이 길에 전략적으로 중요했지만, 프랑스 남부 국경과 합스부르크 오스트리아 영토에 취약한 접근을 제공하기도 했다. 리슐리외는 이 지역에서 스페인의 지배를 종식시키는 것을 목표로 했으며, 이 목표는 1642년 사망 시점에 대부분 달성되었다.
19세기 철도 시대가 도래하기 전까지 물은 대량 운송의 주요 수단이었으며, 전역은 강과 항구 통제에 집중되었다. 군대는 보급에 의존했으며, 운송과 기병에 필수적인 역축의 사료는 겨울에 전역을 제한했다. 1630년대에는 수년간의 끊임없는 전쟁으로 인해 시골 지역이 황폐화되어 군대의 규모와 작전 수행 능력이 제한되었다. 질병은 전투보다 훨씬 더 많은 병사를 죽였다. 1635년 5월 플란데런을 침공한 프랑스군은 탈영과 질병으로 인해 27,000명에서 7월 초에는 17,000명 미만으로 줄어들었다.

## 배경

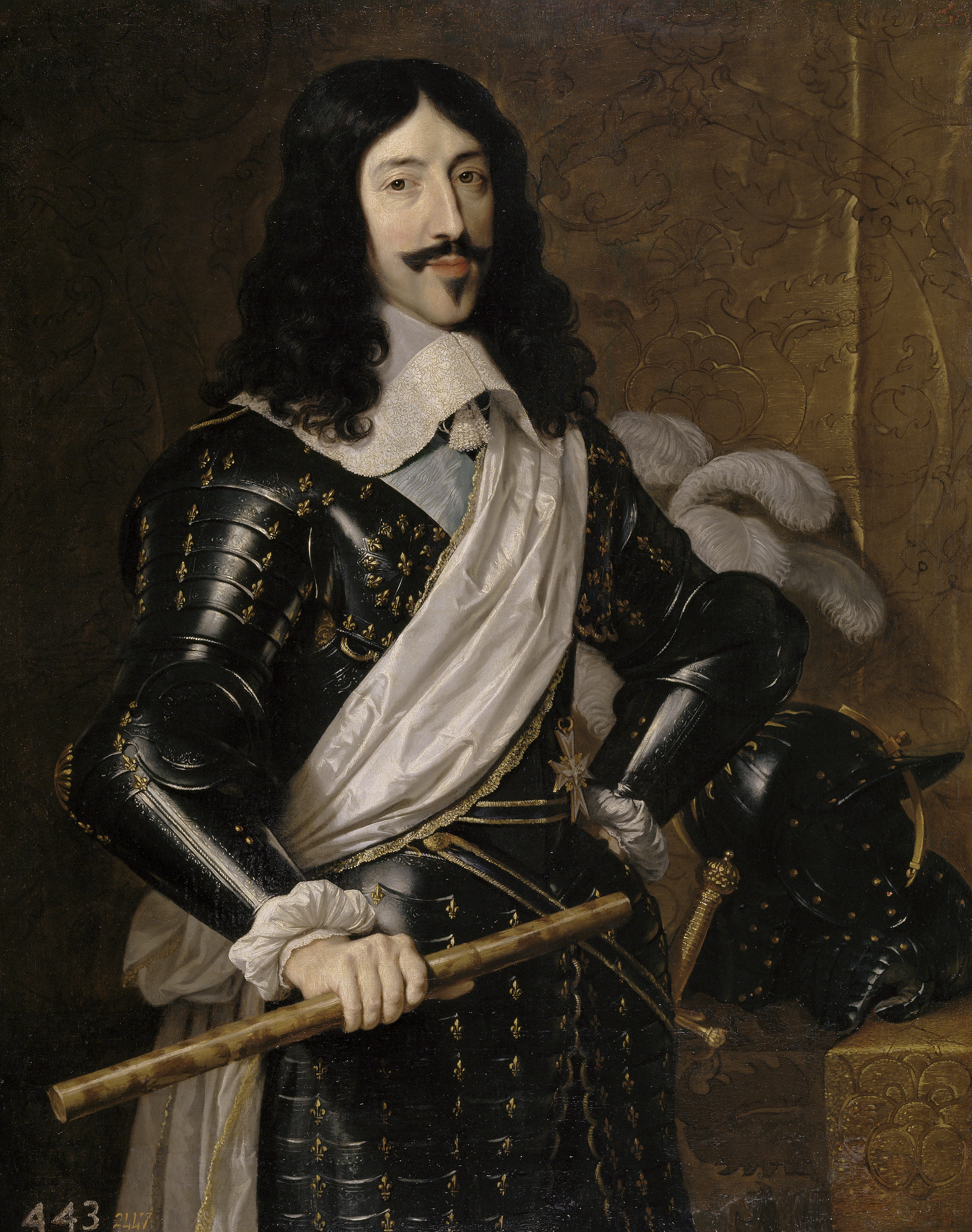
1610년부터 1643년까지 프랑스의 통치자 루이 13세

30년 전쟁은 1618년 보헤미아 왕국을 장악한 개신교 귀족들이 보수적인 가톨릭 페르디난트 2세 대신 팔츠 선제후 프리드리히 5세에게 보헤미아 왕관을 제안하면서 시작되었다. 신성 로마 제국의 대부분은 중립을 유지했으며, 보헤미아 반란은 빠르게 진압되었다. 그러나 스페인 군대가 팔츠를 침공하고 프리드리히를 망명시키면서 전쟁이 확대되었다. 세습 왕자의 제거는 전쟁의 성격과 범위를 변화시켰다.
페르디난트의 세력을 약화시키려는 일반적인 정책의 일환으로 가톨릭 프랑스는 그의 내부 및 외부 적들을 지원했다. 여기에는 스페인과의 전쟁에서 네덜란드 공화국을 지원하는 것과, 제국에서 덴마크와 스웨덴의 개입에 자금을 지원하는 것이 포함되었다. 1630년 스웨덴의 구스타브 2세 아돌프는 부분적으로 개신교 동포를 지원하기 위해 포메라니아를 침공했지만, 스웨덴 수입의 대부분을 제공했던 발트해 무역의 통제권도 확보하고자 했다.
1632년 뤼첸에서 구스타브가 사망한 후에도 스웨덴의 개입은 계속되었지만, 전쟁과 함께 발생한 역병과 기근으로 황폐해진 작센과 브란덴부르크-프로이센과의 긴장을 야기했다. 1634년 9월 뇌르틀링겐에서의 중요한 제국-스페인 승리는 스웨덴군을 남부 독일에서 철수시켰고, 대부분의 독일 동맹국들은 1635년 4월 프라하에서 페르디난트 2세와 평화를 맺었다.
프라하 조약으로 네덜란드에서 오스트리아-스페인 공세가 제안될 것이라는 소문이 돌자 루이 13세와 리슐리외는 직접 개입하기로 결정했다. 1635년 초, 그들은 베른하르트 폰 작센바이마르와 알자스와 라인란트 전역에 16,000명의 병력을 제공하는 계약을 체결하고, 네덜란드와 반스페인 동맹을 맺었으며, 스웨덴과 콩피에뉴 조약을 체결했다.

## 1단계: 1635년~1648년 베스트팔렌 조약
5월에 프랑스군 27,000명이 스페인령 네덜란드를 침공하여 레자뱅에서 소규모 스페인군을 격파하고 6월 24일 루벤을 포위했으며, 네덜란드 증원군이 합류했다. 질병과 보급품 부족으로 인해 포위군은 빠르게 줄어들었고, 7월 4일 오타비오 피콜로미니가 이끄는 구원군에 직면하여 철수했다. 페르난도 추기경이 이끄는 스페인군은 주도권을 잡고 림부르흐, 헤넙, 디스트, 고흐를 점령하고 클레베 공국의 네덜란드 수비대를 포위했다. 프랑스군은 국경을 넘어 퇴각했고, 프레데리크 헨드리크가 이끄는 네덜란드군은 전략적 요충지인 스헨켄스한스로 긴급히 진군했다. 7월 28일 스페인군에게 점령되었지만, 길고 값비싼 포위전 끝에 겨우 회복되었다.
그 실패 이후, 네덜란드 의회는 스페인 무역에 대한 공격을 선호하여 더 이상의 대규모 육상 작전을 반대했다. 1636년 전역에서 펠리페는 저지대 국가의 영토 회복에 초점을 맞추었고, 롬바르디아주에서 프랑스-사보이 공세는 6월 토르나벤토에서 패배했다. 페르난도 추기경이 이끄는 스페인군의 북부 프랑스 침입은 8월에 요충지인 코르비를 빠르게 점령했지만, 파리에 공황을 일으켰음에도 불구하고 페르난도 추기경은 보급선이 너무 길어져 위험하다고 판단하여 파리 진격을 중단하기로 결정했다. 페르난도 추기경 자신이 다음 해에 병에 걸렸기 때문에 이 공격은 전쟁 중 다시 반복되지 않았다.
1635년 콩피에뉴에서 합의된 바와 같이, 프랑스군은 알자스의 스웨덴 수비대를 대체했다. 1639년 사망하기 전까지 베른하르트 폰 작센바이마르는 라인란트에서 제국군에 대해 일련의 승리를 거두었으며, 특히 1638년 12월 브라이자흐 함락이 유명하다. 스페인의 길을 끊음으로써 플란데런의 스페인군은 해상으로 재보급되어야 했고, 이는 네덜란드 국가 해군의 공격에 취약하게 만들었고, 1639년 다운스 해전에서 대규모 스페인 함대를 격파했다. 대부분의 호송대는 통과했지만, 이는 스페인이 저지대 국가에서 전쟁 노력을 유지하는 데 직면한 어려움을 보여주었다.
유럽에서 스페인의 자원이 한계에 달하자 네덜란드는 이를 기회 삼아 아메리카, 아프리카, 아시아에 있는 스페인 소유지를 공격했는데, 특히 펠리페 4세가 통치하던 포르투갈 제국 소유지가 그러했다. 스페인이 이러한 이해관계를 보호하지 못하자 포르투갈에서 불안이 커졌다. 경제적 피해와 전쟁 비용을 충당하기 위해 부과된 세금 인상은 스페인 영토 전역에서 시위를 불러일으켰고, 1640년에는 포르투갈과 카탈루냐에서 공개적인 반란으로 폭발했다. 1641년 카탈루냐 법정은 루이 13세를 바르셀로나 백작이자 카탈루냐 공국의 통치자로 인정했다. 그러나 그들은 곧 새로운 행정부가 이전 행정부와 크게 다르지 않다는 것을 발견했고, 이로 인해 전쟁은 프랑스-카탈루냐 엘리트, 농촌 농민, 스페인 간의 삼자 대결로 바뀌었다.
루이 13세는 1643년 5월 14일에 사망했고, 그의 5세 아들인 루이 14세가 왕위를 계승했으며, 그의 어머니인 전 스페인 공주 스페인의 아나가 그의 이름으로 통치하는 섭정 위원회를 장악했다. 닷새 후, 콩데 친왕 루이 2세는 로크루아에서 스페인 플란데런 군을 격파했다. 이 승리는 왕자이자 프랑스 동부 상당 부분의 실질적인 통치자였던 콩데에게 안 왕비와 마자랭 추기경과의 싸움에서 영향력을 주었다.
1648년 8월 랑스에서의 승리를 포함하여 북부 프랑스와 스페인령 네덜란드에서 일부 성공을 거두었음에도 불구하고 프랑스는 스페인을 전쟁에서 몰아낼 수 없었다. 신성 로마 제국에서는 투틀링겐과 메르겐트하임에서의 제국군 승리가 뇌르틀링겐과 추스마르스하우젠에서의 프랑스군 성공으로 상쇄되었다. 이탈리아에서는 프랑스가 지원한 사보이아군의 스페인령 밀라노 공국에 대한 공세가 자원 부족과 1639년~1642년 피에몬테 내전으로 인한 혼란으로 인해 거의 성과를 거두지 못했다. 1646년 6월 오르베텔로에서의 승리와 1647년 나폴리의 재탈환으로 스페인은 이 지역에 대한 통제권을 확고히 유지했다.
1648년 베스트팔렌 조약은 30년 전쟁을 종식시켰고, 네덜란드의 독립을 인정했으며, 스페인 자원의 소모를 끝냈다. 1648년 10월 뮌스터 조약에 따라 프랑스는 알자스와 로렌의 전략적 위치뿐만 아니라 이탈리아 북부 알프스 통로를 통제하는 피네롤로를 얻었다. 그러나 이 평화 조약은 이탈리아, 저지대 국가의 제국 영토 및 프랑스 점령 로렌을 제외했다. 비록 페르디난트 황제는 이제 프랑스와 평화 상태였지만, 프랑스와 스페인 간의 전투는 계속되었다.

## 2단계: 1648년~1659년
1647년 재정 압박으로 펠리페 4세가 파산 선언을 강요받자, 그는 다른 지역에서는 방어 태세를 유지하면서 카탈루냐 재탈환에 집중했다. 로크루아에서 붙잡힌 병력 중 상당수가 곧 복귀했지만, 그들이 없는 동안 됭케르크를 포함한 플란데런의 대부분이 점령되었는데, 됭케르크는 네덜란드와 프랑스 선박에 대한 스페인 사략 공격의 중심지였다. 그러나 1648년 네덜란드 전쟁이 끝남과 동시에 프랑스에서 내전인 프롱드의 난이 발발하면서 스페인의 상황은 개선되었다.
그 결과 혼란으로 펠리페는 이퍼르를 포함한 플란데런의 대부분을 되찾았지만, 어느 쪽도 결정적인 우위를 점할 수 없었다. 1650년 스페인이 나폴리 반란을 진압하는 데 성공했지만, 프랑스가 지원하는 카탈루냐 반군에게 바르셀로나를 빼앗기면서 상쇄되었다. 마자랭은 1651년 콩데를 스페인령 네덜란드로 망명시켰고, 그곳에서 그의 엄청난 명성은 스페인령 프랑슈콩테에 인접한 영토에서 펠리페에게 귀중한 동맹이 되었다.
1652년 스페인은 됭케르크와 바르셀로나를 모두 탈환했으며, 비록 루시용에서 제한적인 전투가 계속되었지만, 1653년경에는 전선이 현대 피레네산맥 국경을 따라 안정화되었다. 그러나 이렇게 함으로써 펠리페는 다시 파산할 수밖에 없었고, 프롱드의 난이 끝나면서 마자랭은 밀라노에 대한 공격을 재개할 수 있었다. 밀라노를 점령하면 프랑스는 합스부르크 오스트리아를 위협할 수 있었다. 이 시도는 사보이아, 모데나, 포르투갈의 지원에도 불구하고 실패했다. 이때쯤 양측은 모두 지쳐서 어느 쪽도 우위를 점할 수 없었다. 1654년부터 1656년까지 아라스, 랑드레시, 생기슬랭에서의 프랑스의 주요 승리는 파비아와 발랑시엔에서의 스페인 승리로 상쇄되었다. 교황 알렉산데르 7세의 압력으로 마자랭은 평화 조건을 제안했지만, 펠리페가 콩데에게 프랑스 작위와 영지를 돌려주라는 요구를 받아들이기를 거부했다. 스페인 국왕은 이를 콩데에 대한 개인적인 의무로 보았기 때문에 전쟁은 계속되었다.
프랑스는 이전에 스페인에 대항하여 해군 지원을 제공하기 위해 네덜란드에 의존했지만, 베스트팔렌 조약 이후에는 이 지원이 중단되었다. 1657년 마자랭은 잉글랜드 공화국과 반스페인 동맹을 협상하여 손실을 대체했다. 이는 잉글랜드-스페인 전쟁 (1654년~1660년)의 범위를 확대했으며, 프랑스는 망명 중인 찰스 2세에 대한 지원을 철회했고, 그 결과 그의 지지자들은 스페인에 합류했다. 1658년 6월 앵글로-프랑스 연합군이 됭케르크를 점령한 후, 펠리페는 휴전을 요청했지만 마자랭은 거부했다. 그러나 다시 성공은 환상으로 드러났다. 8월 15일, 스페인은 카탈루냐의 캄프로돈에서 중요한 승리를 거두었고, 9월 올리버 크롬웰의 죽음은 잉글랜드에 정치적 혼란을 야기했으며, 카라세나 스페인 사령관과 프랑스 동맹국인 사보이아와 모데나가 휴전에 합의하면서 이탈리아 북부의 전투가 끝났다.

## 피레네 조약과 결혼 계약

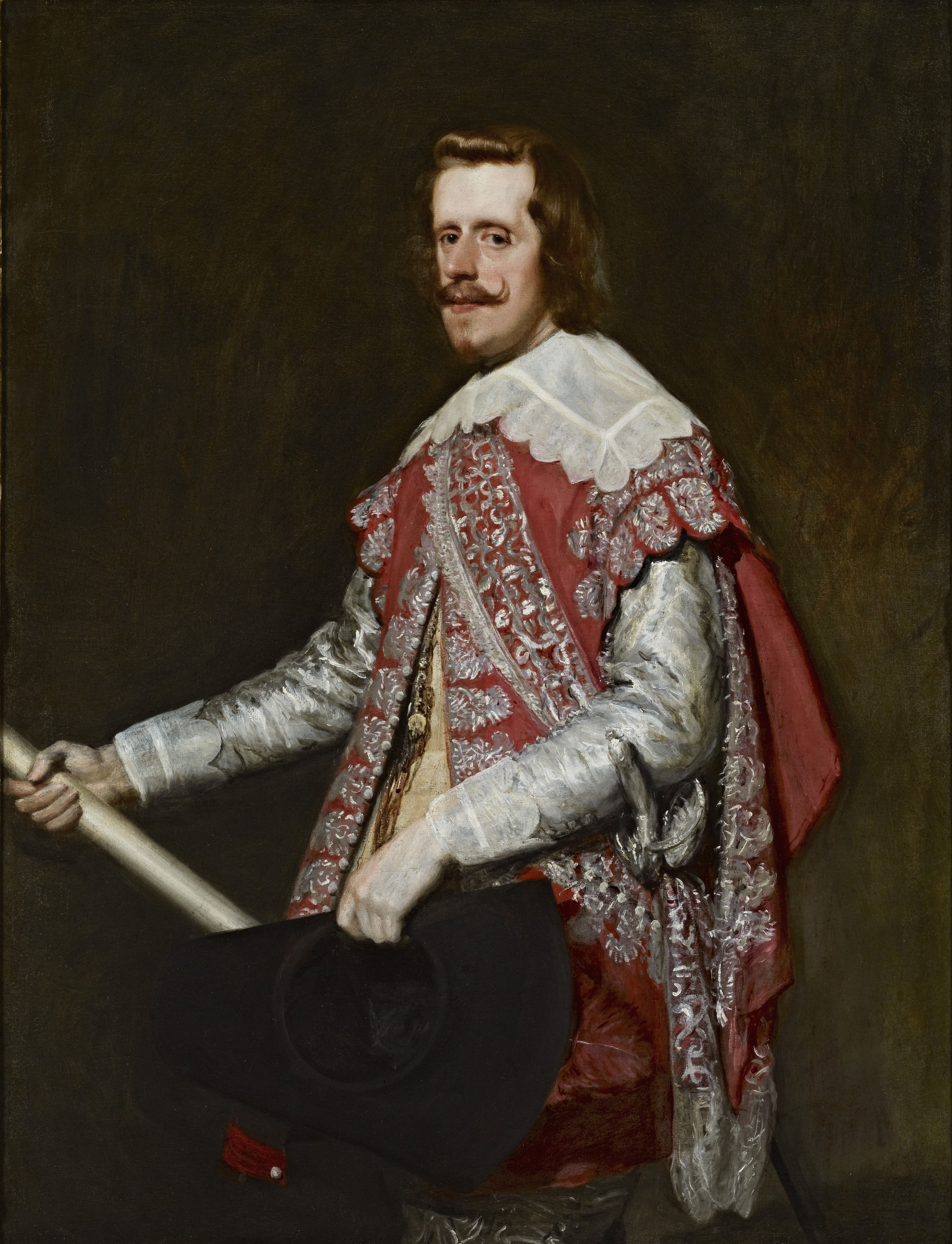
1621년부터 1665년까지 통치한 펠리페 4세

1659년 5월 8일, 프랑스와 스페인은 협상 조건을 논의하기 시작했다. 1658년 9월 올리버 크롬웰의 사망은 잉글랜드를 약화시켰고, 잉글랜드는 회담을 참관할 수 있었지만 배제되었다. 비록 1660년 스튜어트 왕정 복고 이후 잉글랜드-스페인 전쟁 (1654년~1660년)이 중단되었지만, 1667년 마드리드 조약까지 공식적으로 끝나지는 않았다.
1659년 11월 5일에 체결된 피레네 조약에 따라 프랑스는 스페인령 네덜란드와의 국경을 따라 아르투아 백국과 프랑스 에노, 그리고 루시용을 얻었다. 이들은 흔히 생각하는 것보다 더 중요했다. 1648년 뮌스터 조약과 결합하여 프랑스는 동부와 남서부 국경을 강화했으며, 1662년 찰스 2세는 됭케르크를 프랑스에 매각했다. 루시용의 획득은 피레네산맥을 따라 프랑스-스페인 국경을 확립했지만, 역사적인 카탈루냐 공국을 분할했으며, 이 사건은 프랑스어 사용 카탈루냐인들이 매년 페르피냥에서 기념하고 있다. 이러한 영토 손실 외에도 스페인은 베스트팔렌 조약에서 프랑스가 얻은 모든 영토적 이득을 인정하고 확정해야 했다.
프랑스는 아폰수 6세에 대한 지원을 철회했고, 루이 14세는 바르셀로나 백작이자 카탈루냐의 왕이라는 주장을 포기했다. 콩데는 몽탈 백작을 비롯한 많은 추종자들과 함께 자신의 소유지와 작위를 되찾았지만, 그의 정치적 권력은 무너졌고 1667년까지 다시 군사 지휘권을 잡지 못했다.
평화 협상의 필수적인 부분은 루이 14세와 마리아 테레사 간의 결혼 계약이었으며, 그는 이를 상속 전쟁 (1666년~1667년)을 정당화하는 데 사용했고, 다음 50년 동안 프랑스 주장의 기초를 형성했다. 이 결혼은 펠리페 4세의 둘째 부인인 오스트리아의 마리아나가 둘째 아들을 낳은 직후 합의되었고, 그 아들 둘 다 일찍 죽었기 때문에 의도했던 것보다 더 중요했다. 펠리페는 1665년에 사망했고, 그의 네 살짜리 아들 카를로스를 왕으로 남겼는데, 그는 한때 "항상 죽음의 문턱에 있었지만 계속 살면서 기독교계를 반복적으로 혼란스럽게 만들었다"고 묘사되었다.

## 전후와 역사적 평가

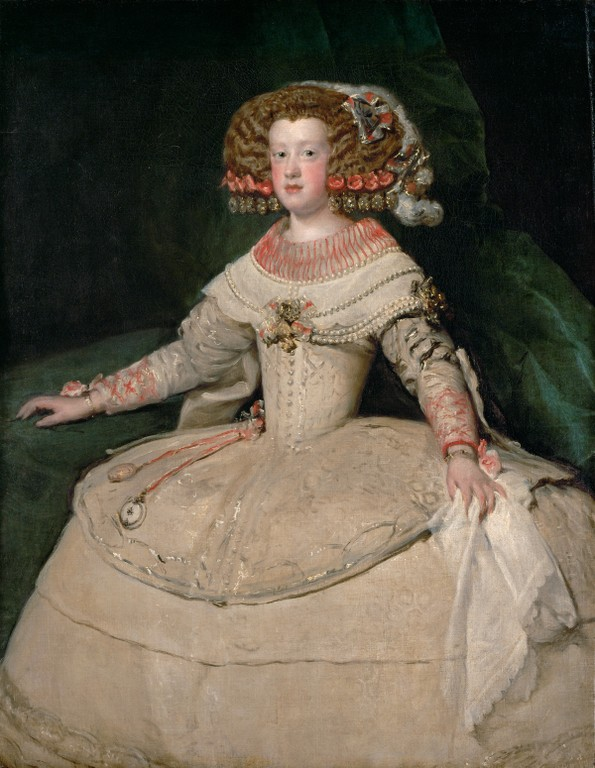
스페인의 마리아 테레사, 그녀와 루이 14세의 결혼은 평화 협상의 일부였다.

전통적인 학설은 이 전쟁을 프랑스의 승리로 보았고, 프랑스가 스페인을 대체하여 유럽의 지배적인 세력으로 부상하는 시발점으로 간주했다. 최근의 평가는 이것이 후회에 의존한다고 주장하며, 프랑스가 국경 주변에서 중요한 전략적 이득을 얻었지만 결과는 훨씬 더 균형적이었다고 주장한다. 한 가지 견해는 양측이 사실상 무승부에 합의했다는 것이며, 프랑스가 1659년에 요구를 완화하지 않았다면 스페인이 계속 싸웠을 것이라는 것이다.
"이 (1659년 조약)은 동등한 입장에서의 평화였다. 스페인의 손실은 크지 않았고, 프랑스는 일부 영토와 요새를 반환했다. 돌이켜보면 역사가들은 이 조약을 '스페인의 쇠퇴'와 '프랑스의 부상'의 상징으로 보았지만, 당시에는 국제 서열에 대한 결정적인 판결과는 거리가 멀었다."
"스페인은 1659년까지 유럽에서의 우위를 유지했으며, 그 후 수년 동안 가장 위대한 제국주의 강대국이었다. 비록 (스페인)의 경제적, 군사적 힘은 1659년 이후 반세기 동안 급격히 쇠퇴했지만, (스페인)은 루이 14세에 대항하는 유럽 연합의 주요 참여국이었으며, 1678년 네이메헌과 1697년 레이스베이크의 평화 회의에도 참여했다."
옥스퍼드 뉴 칼리지의 근세사 교수인 데이비드 패럿은 베스트팔렌 평화와 피레네 평화 모두 "승리한 세력이 강요한 군사적 지침"이 아니라 상호간의 피로와 교착 상태를 반영한다고 주장한다. 다른 곳에서는 그는 프랑스-스페인 전쟁을 "25년간의 결정적이지 않고 지나치게 야심적이며 때로는 진정으로 재앙적인 갈등"이라고 묘사한다.

## 재정 및 군사적 영향
당시 유럽에서 가장 강력한 군사 강국이었던 스페인 제국에 맞서기 위해서는 전례 없는 규모의 프랑스 군대와 이를 지원하는 데 필요한 세금 및 보급 기반의 확장이 필요했다. 이러한 필요를 충족하기 위해 군대의 공식 추정치는 1630년 39,000명에서 1635년 5월 선전포고 직전에는 약 150,000명으로 증가했다. 그러나 이 단계에서 프랑스 국가는 그렇게 많은 병력을 지원할 수 없었다. 같은 해 5월 스페인령 네덜란드 침공에 참여한 27,000명 중 한 달 후에는 15,000명 미만이 남았다. 전쟁 내내 양측은 자국 경계를 벗어난 공세를 지원하는 데 어려움을 겪었다. 1636년 스페인군의 북부 프랑스 침공은 보급품 부족으로 실패했고 반복되지 않았다.

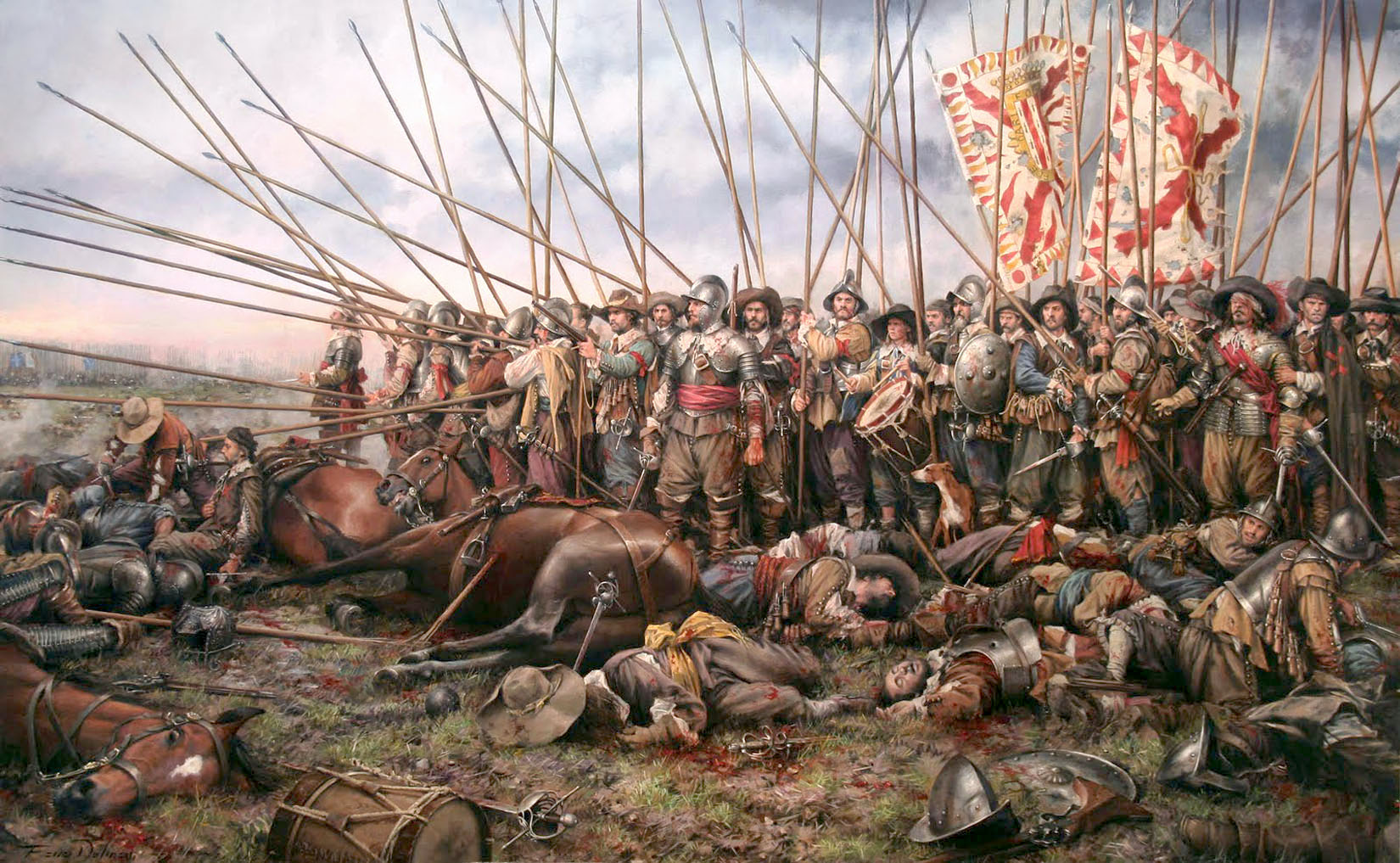
로크루아 전투 (1643)는 종종 테르시오의 전장 우위의 종말로 간주된다.

베른하르트 폰 작센바이마르가 제공하고 프랑스가 비용을 지불한 병력을 포함하여 1635년에서 1642년 사이에 공식 병력 수준은 평균 150,000명에서 160,000명이었으며, 1639년에는 211,000명으로 최고치를 기록했다. 이 수치는 공식 점검 기록을 기반으로 하며 주의해서 다루어야 한다. 장교들은 실제로 존재하는 병력 수가 아니라 보고된 병력 수에 따라 급여를 받았기 때문이다. 또한 이 기간 동안 평균적으로 10%의 병력이 질병으로 인해 결석했으며, 대부분은 일반적으로 회복되었다. 패럿은 "보고된" 수치와 "실제" 수치 간의 차이가 프랑스군은 평균 35%, 스페인군은 50%에 달한다고 추정하는 반면, 존 A. 린은 평균 60%를 제시한다.
전쟁 내내 군사 전략과 목표는 종종 충분한 보급품을 찾는 것보다 부차적이었는데, 당시의 원시적인 인프라를 고려하면 더욱 그러했다. 루부아가 프랑스가 거의 200,000명의 군대를 장기간 유지하고, 결정적으로 다른 전선 간의 전략을 조율할 수 있는 시스템을 만든 것은 1660년대에 이르러서였다. 전쟁 초기에 더 경험이 많은 스페인군은 더 잘 장비되어 있었고, 그들의 자원은 손실을 보충하기 쉽게 만들었다. 프랑스는 여러 전선에서 싸우고 카탈루냐, 나폴리, 포르투갈에서 반스페인 세력을 지원함으로써 이러한 이점을 상쇄하려고 했다. 1648년 이후 네덜란드 해군 지원의 상실은 1657년 영국 동맹으로 대체될 때까지 프랑스가 해상에서 스페인에 도전할 수 있는 능력을 심각하게 저해했다.
1632년 최고조에 달했을 때, 스페인 군대는 일반적으로 수비 임무에만 적합했던 지방 민병을 제외하고 약 300,000명의 정규군을 포함했다. 1632년에는 카스티야 민병의 30%만이 화기를 소유했으며, 비록 일시적으로 개선되었지만, 1659년에는 등록된 465,000명 중 13% 미만으로 떨어졌다. 스페인 국가는 점점 더 이탈리아 영토에 징집병과 돈을 의존했으며, 역사가 다비데 마피는 밀라노가 연간 약 4,000명의 징집병과 600만 스쿠디의 세금을 제공했다고 계산했다. 1631년에서 1636년 사이에만 나폴리는 350만 스쿠디, 상당한 해군 자원, 그리고 인구의 절반 크기인 카스티야보다 많은 53,500명의 징집병을 제공했다.

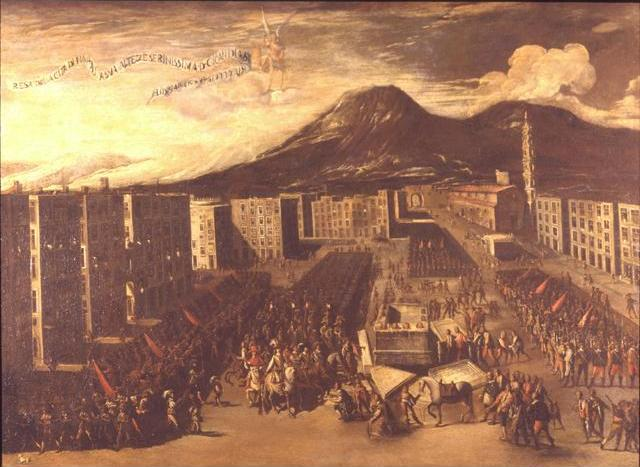
스페인, 1648년 4월 나폴리 재탈환

자체 육군과 해군 외에도, 1630년부터 1643년까지 나폴리는 연평균 10,000명의 징집병, 스페인 제국의 다른 지역을 지원하기 위한 연간 100만 두카트의 보조금을 제공했으며, 밀라노 지출의 3분의 1을 지불했다. 그 결과 공공 부채는 5배 증가했고, 1648년에는 이자 지급이 수입의 57%를 차지했으며, 세금은 1618년에서 1688년 사이에 3배 증가하여 이탈리아 남부 경제를 붕괴시켰다. 1647년 10월, 시칠리아와 나폴리의 반란은 빠르게 진압되었지만, 이들은 이탈리아에서 스페인 통치의 약점과 지역 엘리트들이 마드리드로부터 소외되었음을 보여주었다. 1650년, 밀라노 총독은 파르마만이 신뢰할 수 있다고 주장했다.

## 내용주
1. ↑  French troop levels fluctuated greatly, particularly in the 1640s, and estimates by historians vary accordingly, ranging from 218,000 to just 40,000 between 1645 and 1648.[2] On average, it is likely no more than 100,000 were in the field at any given time.[3]

## 참고 문헌
- Barrett, John (2015). 《Better Begging than Fighting: The Royalist Army in exile in the war against Cromwell 1656–1660》 2016판. Helion Publishing. ISBN 978-1910777725.
- Bely, Lucien (2014).  Asbach, Olaf; Schröder, Peter, 편집. 《France and the Thirty Years War in The Ashgate Research Companion to the Thirty Years' War》. Ashgate. ISBN 978-1409406297.
- Black, Jeremy (2002). 《European Warfare, 1494–1660 (Warfare and History)》. Routledge. ISBN 978-0415275316.
- Black, Jeremy (1991). 《A Military Revolution?: Military Change and European Society, 1550–1800 (Studies in European history)》. Palgrave. ISBN 978-0333519066.
- Black, Jeremy (1987). 《The Origins of War in Early Modern Europe》. Donald. ISBN 978-0859761680.
- Bodart, Gaston (1916). 《Losses of Life in Modern Wars, Austria-Hungary; France》 2016판. Wentworth Press. ISBN 978-1371465520.
- Bromley, JS (1987). 《Corsairs and Navies, 1600–1760》. Continnuum-3PL. ISBN 978-0907628774.
- Chartrand, René (2019). 《The Armies and Wars of the Sun King 1643–1715. Volume 1: The Guard of Louis XIV》. 솔리헐: Helion & Company Limited. ISBN 978-1911628606.
- Clodfelter, Micheal (2008). 《Warfare and Armed Conflicts: A Statistical Encyclopedia of Casualty and Other Figures, 1492–2015》 2017판. McFarland. ISBN 978-0786474707.
- Costa, Fernando Dores (2005). 《Interpreting the Portuguese War of Restoration (1641–1668) in a European Context》. 《Journal of Portuguese History》 3.
- Darby, Graham (2015). 《Spain in the Seventeenth Century》. Routledge. ISBN 978-1138836440.
- Davenport, Frances Gardiner; Paullin, Charles Oscar, 편집. (1917). 《European Treaties Bearing on the History of the United States and Its Dependencies, Vol. 2: 1650–1697》 2018판. Forgotten Books. ISBN 978-0483158924.
- Durant, Ariel; Durant, Will (1963). 《Age of Louis XIV (Story of Civilization)》. TBS Publishing. ISBN 0207942277.
- Ekberg, Carl J (1981). 《Abel Servien, Cardinal Mazarin, and the Formulation of French Foreign Policy, 1653–1659》. 《The International History Review》 3. 317–329쪽. doi:10.1080/07075332.1981.9640251. JSTOR 40105147.
- Hanlon, Gregory (2016). 《The Twilight Of A Military Tradition: Italian Aristocrats And European Conflicts, 1560–1800》. Routledge. ISBN 978-1138158276.
- Hanlon, Gregory (2014). 《The Hero of Italy: Odoardo Farnese, Duke of Parma, his Soldiers, and his Subjects in the Thirty Years' War》. Routledge. ISBN 978-0199687244.
- Hayden, J Michael (1973). 《Continuity in the France of Henry IV and Louis XIII: French Foreign Policy, 1598–1615》. 《The Journal of Modern History》 45. 1–23쪽. doi:10.1086/240888. JSTOR 1877591. S2CID 144914347.
- Inglis Jones, James John (1994). 《The Grand Condé in exile; Power politics in France, Spain and the Spanish Netherlands, 1652–1659》 (PDF) (PHD). Oxford University.
- Israel, Jonathan (1995). 《The Dutch Republic: Its Rise, Greatness and Fall, 1477–1806》. Clarendon Press. ISBN 978-0198730729.
- Israel, Jonathan (2003).  Elliott, John, 편집. 《Spain in the Low Countries, (1635–1643) in Spain, Europe and the Atlantic: Essays in Honour of John H. Elliott》. Cambridge University Press. ISBN 978-0521470452.
- Jensen, De Lamar (1985). 《The Ottoman Turks in Sixteenth Century French Diplomacy》. 《The Sixteenth Century Journal》 16. 451–470쪽. doi:10.2307/2541220. JSTOR 2541220.
- Kamen, Henry (2002). 《Spain's Road to Empire》 2003판. Allen Lane. ISBN 978-0140285284.
- Knox, Bill (2017).  Tucker, Spencer, 편집. 《The 1635 Treaty of Prague; a failed settlement? in Enduring Controversies in Military History, Volume I: Critical Analyses and Context》. Greenwood Press. ISBN 978-1440841194.
- Levy, Jack (1983). 《War in the Modern Great Power System, 1495–1975》 2015판. University of Kentucky. ISBN 081316365X.
- Luard, Evan (1986). 《War in International Society: A Study in International Sociology》. Tauris. ISBN 978-1850430124.
- Lynch, Jack (1969). 《Spain Under the Habsburgs: Vol. 11 Spain and America 1598–1700》. Basil Blackwell.
- Lynn, John A (1994). 《Recalculating French Army Growth during the Grand Siecle, 1610–1715》. 《French Historical Studies》 18. 881–906쪽. doi:10.2307/286722. JSTOR 286722.
- Mackay, Ruth (1999). 《The Limits of Royal Authority: Resistance and Obedience in Seventeenth-Century Castile》. Cambridge University Press. ISBN 978-0521643436.
- Maland, David (1966). 《Europe in the Seventeenth Century》 1983판. Palgrave. ISBN 978-0333335741.
- Mitchell, Andrew Joseph (2005). 《Religion, revolt, and creation of regional identity in Catalonia, 1640–1643》 (PHD). Ohio State University. 2022년 9월 24일에 원본 문서에서 보존된 문서. 2021년 12월 29일에 확인함.
- Ortiz, Antonio Domínguez (1970). 《La sociedad española en el siglo XVII, vol. I》. Editorial Universidad de Granada. ISBN 978-8433816771.
- Parker, Geoffrey (1972). 《The Army of Flanders and the Spanish Road 1567–1659: The Logistics of Spanish Victory and Defeat in the Low Countries' Wars》. Cambridge University Press. ISBN 978-0521084628.
- Parrott, David (2001). 《Richelieu's Army: War, Government and Society in France, 1624–1642》. Cambridge University Press. ISBN 978-0521792097.
- Parrott, David (2006). 〈France's War against the Habsburgs, 1624–1659: the Politics of Military Failure〉.   García Hernan, Enrique; Maffi, Davide. 《Guerra y Sociedad en La Monarquía Hispánica: Politica, Estrategia y Cultura en la Europa Moderna (1500–1700)》. Laberinto. ISBN 978-8400084912.
- Poot, Anton (2013). 《Crucial years in Anglo-Dutch relations (1625–1642): the political and diplomatic contacts》. Uitgeverij Verloren. ISBN 978-9087043803.
- Paoletti, Ciro (2007). 《A Military History of Italy》. Praeger Publishers Inc. ISBN 978-0275985059.
- Quainton, C Eden (1935). 《Colonel Lockhart and the Peace of the Pyrenees》. 《Pacific Historical Review》 4. 267–280쪽. doi:10.2307/3633132. JSTOR 3633132.
- Riches, Daniel (2012). 《Protestant Cosmopolitanism and Diplomatic Culture: Brandenburg-Swedish Relations in the Seventeenth Century (Northern World)》. Brill. ISBN 978-9004240797.
- Schneid, Frederick C (2012). 《The Projection and Limitations of Imperial Powers, 1618–1850》. Brill. ISBN 978-9004226715.
- Serra, Eva (2008). 《The Treaty of the Pyrenees, 350 Years Later》. 《Catalan Historical Journal》 1. doi:10.2436/20.1000.01.6.
- Stradling, RA (1994). 《Spain's Struggle For Europe, 1598–1668》. Hambledon Press. ISBN 978-1852850890.
- Stradling, Robert (1979). 《Castrophe and Recovery: The Defeat of Spain, 1639–43》. 《History》 64. 205–219쪽. doi:10.1111/j.1468-229X.1979.tb02059.x. JSTOR 24411536.
- Sutherland, NM (1992). 《The Origins of the Thirty Years War and the Structure of European Politics》. 《English Historical Review》 107.
- Tucker, Spencer C (2011). 《A Global Chronology of Conflict: From the Ancient World to the Modern Middle East》 II. ABC-CLIO.
- Van Gelderen, Martin (2002). 《Republicanism and Constitutionalism in Early Modern Europe: A Shared European Heritage Volume I》. Cambridge University Press. ISBN 978-0521802031.
- Van Nimwegen, Olaf (2014).  Asbach, Olaf; Schröder, Peter, 편집. 《The Dutch-Spanish War in the Low Countries 1621–1648 in The Ashgate Research Companion to the Thirty Years' War》. Ashgate. ISBN 978-1409406297.
- Wedgwood, CV (1938). 《The Thirty Years War》 2005판. New York Review of Books. ISBN 978-1590171462.
- White, Lorraine (2002). 《The Experience of Spain's Early Modern Soldiers: Combat, Welfare and Violence》. 《War in History》 9. 1–38쪽. doi:10.1191/0968344502wh248oa. PMID 20191681.
- Wilson, Charles (1976). 《Transformation of Europe, 1558–1648》. Littlehampton Book Services Ltd. ISBN 978-0297770152.
- Wilson, Peter (2009). 《Europe's Tragedy: A History of the Thirty Years War》. Allen Lane. ISBN 978-0713995923.
- Bodart, Gaston (2016). 《Losses of Life in Modern Wars, Austria-Hungary; France》. Wentworth Press. ISBN 978-1371465520.
- Clodfelter, Michael (2017). 《Warfare and Armed Conflicts: A Statistical Encyclopedia of Casualty and Other Figures, 1492-2015》 4판. McFarland & Company. ISBN 978-0786474707.

틀:스페인 제국